# Kunst van Heden
Kunst van Heden (de Franse benaming L’Art Contemporain werd evenwaardig gebruikt) was een Belgische vereniging van beeldende kunstenaars en kunstmecenassen, gesticht in Antwerpen op 1 maart 1905.

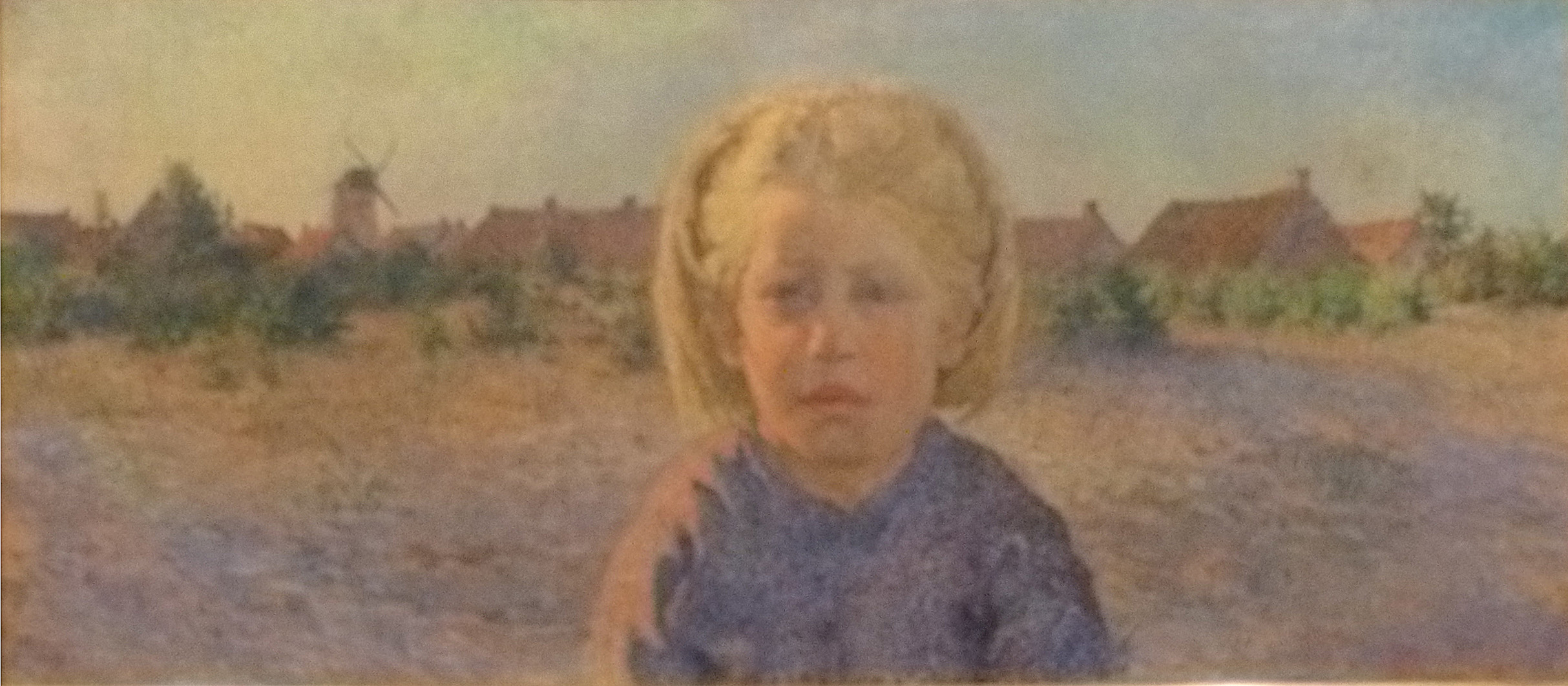
"Jong Meisje" door Victor Charles Hageman

De stichters waren de Antwerpse industriëlen François Franck, Louis Franck en Charles Franck alsook de letterkundigen Pol de Mont en Emmanuel de Bom. In de vereniging was ook plaats voor kapitaalkrachtige leden-mecenassen zoals Bracht, Kreglinger, Bunge, Speth, Mund, Bischoffsheim, Henri Fester, Osterrieth en von der Becke.
De bedoeling was een Antwerps bruggenhoofd te vormen ter promotie van de eigentijdse Belgische kunst. En dit via lezingen, publicaties, tentoonstellingen en schenkingen aan musea. In Antwerpen was dat, in tegenstelling tot Brussel, een braakliggend terrein. Alleen de meer gematigde, behoudsgezinde vereniging “Als ik Kan” en de meer vooruitstrevende maar kleine groep "Eenigen" bezetten in Antwerpen het terrein. "Eenigen" hield trouwens op te bestaan ten tijde van de stichting van "Kunst van Heden". Ze wordt daarom beschouwd als de "embryonale fase" van "Kunst van Heden". Veel namen uit de ene groep komen trouwens terug in de andere. Andere Antwerpse voorlopers waren "De Scalden" (1889-1914), die in feite weinig vernieuwing bracht, "L'Association pour l'Art" (1892-1893) en "De Kapel" (1899-1905), gesticht door François Franck. Deze laatste beweging was een soort volksuniversiteit waar van gedachten werd gewisseld over artistieke, filosofische en de politieke actualiteit.
Leden-kunstenaars uit de begintijd waren : Albert Baertsoen, Richard Baseleer, Emile Claus, Jean Delvin, Victor Charles Hageman (1868-1938), Eugène Laermans, Hendrik Luyten, Charles Mertens, Constantin Meunier, George Minne, George Morren, Ernest Rombaux, Victor Rousseau, Jakob Smits, Eugeen Van Mieghem (verhinderd bij de oprichting wegens de slechte gezondheidstoestand van zijn vrouw) en Walter Vaes.
Kort daarop sloten ook James Ensor en Egide Rombaux zich aan bij deze vereniging. En later, in 1910, werden ook de schilder Alfred-Napoléon Delaunois en de beeldhouwer Jules Lagae lid van Kunst van Heden.

## Tentoonstellingen
De eerste tentoonstelling (14 mei - 15 juni 1905) greep plaats onder grote belangstelling in het pas afgewerkte Koninklijk Museum voor Schone Kunsten van Antwerpen en was een retrospectieve gewijd aan Henri Leys en Henri de Braekeleer.
Hierop volgde elk jaar een nieuwe tentoonstelling waarbij de leden hun werken aan het publiek konden tonen. De tentoonstelling van 1907 was een retrospectieve van het werk van Alfred Stevens. Verschillende leden slaagden erin ook tentoon te stellen in het buitenland, zoals in 1908 de "Austellung Belgischer Kunst" in Berlijn. In 1914, vlak voor het uitbreken van de Eerste Wereldoorlog, was er een zeer prestigieuze tentoonstelling met werken van Rik Wouters, Jacob Smits en, als postume hulde, bijna 100 werken van Vincent Van Gogh. 
Het jaarlijkse salon werd hervat in september 1919 met een hulde aan de pas overleden kunstenaars Jan Stobbaerts en Charles Mertens. Het salon van 1920, het jaar van de Olympische Spelen in Antwerpen, toonde ruim 400 werken. Het salon van 1921 was gewijd aan James Ensor en enkele jongeren die later grote faam zouden verwerven: Gustave De Smet, Floris Jespers, Constant Permeke, Jean Brusselmans, Oscar Jespers en Edgar Tytgat. Het salon van 1922 was ook gewijd aan enkele buitenlandse schilders: Jan Sluyters, Edgar Degas, Paul Gauguin en Henri Le Fauconnier. Het beeldhouwwerk, de aquarellen en grafiek van Rik Wouters stonden centraal in het salon van 1923. Het salon van 1924 toonde, naast inzendingen van Belgische en enkele buitenlandse kunstenaars, een retrospectieve gewijd aan Albert Crahay en Auguste Rodin. Het salon van 1925 toonde werken van Constantin Meunier en de pas overleden Marcel Jefferys, naast werken van Ossip Zadkine, Constant Permeke, Léon Spilliaert en Frans Schirren. Het salon van 1926 was volledig gewijd aan de moderne Franse school met meer dan 300 werken. Het salon van 1927 zette George Minne en Gustave Van de Woestyne in de schijnwerper, naast James Ensor en Léon Spilliaert. Het salon van 1928 was gewijd aan werken van zestig kunstenaars uit Antwerpen en omgeving. Het salon van 1929 stond in het teken van de expressionist Constant Permeke, naast enkele moderne Duitse schilders waaronder Wassily Kandinsky en Paul Klee.
In 1930 had de vereniging een eigen paviljoen met werken van de voornaamste eigen leden op de Wereldtentoonstelling in Antwerpen. Het salon van 1931 toonde 37 werken van Marc Chagall en 289 werken van Walter Vaes Het salon van 1932 toonde een ruime keuze uit de werken van een twintigtal Belgische kunstenaars, waaronder Constantin Meunier en Auguste Oleffe. In 1933 toonde de vereniging 35 beelden van Ossip Zadkine en werd een huldetebntoonstelling gebracht aan de medestichter François Franck, die het jaar ervoor overleden was. In 1934 was er een tentoonstelling van de Franse kunstenaar Raoul Dufy. Het salon van 1935 richtte zijn aandacht op de moderne Zweedse School (een wisselwerking met de tentoonstellingen "Belgisk Konst"" in Stockholm en Malmö). In hetzelfde jaar vond de jubileumtentoonstelling naar aanleiding van het dertigjarig bestaan van de vereniging plaats in het Paleis voor Schone Kunsten in Brussel. Hierbij werden absolute topwerken getoond uit België en Frankrijk. In 1936 gaf de vereniging een overzichtstentoonstelling van werken van de pas overleden William Degouve de Nuncques. Het jaarlijkse salon richtte in dat jaar zijn aandacht op Constant Permeke, Floris Jespers en Ernest Wynants. Het salon van 1937 was een retrospectieve gewijd aan Piet Verhaert, maar er werden ook veel werken getoond van Willem Paerels en Jean Brusselmans. Het salon van 1938 stond in het teken van de expressionist Gustave De Smet. Het salon van 1939 stelde de Brabantse schilder Louis Thevenet centraal, maar toonde ook 25 beelden van Constant Permeke. Het salon van april 1940 bracht hulde aan Henri De Braekeleer, Eugène Laermans, James Ensor en Frits Van den Berghe.
Tijdens de Tweede Wereldoorlog viel de vereniging snel uit elkaar : onmogelijkheid tot organiseren van grote manifestaties, overlijden of hoge ouderdom van enkele van de voornaamste protagonisten. 
De traditie van de jaarlijkse salons werd hervat in 1947. Er volgde nog een huldetentoonstelling naar aanleiding van het vijftigjarig bestaan in 1955. In 1959 viel definitief het doek met een laatste tentoonstelling in de Stedelijke Feestzaal van Antwerpen.